# Petra Bleisch Bouzar
Petra Bleisch Bouzar (* 14. September 1972 in Thal, Kanton St. Gallen) ist eine Schweizer Religionswissenschaftlerin. Sie ist Dozentin für Didaktik des Sachunterrichts und Leiterin der Forschungseinheit "Didaktik der Ethik und Religionskunde" an der Pädagogischen Hochschule Freiburg i. Üe.

## Leben und Wirken
Petra Bleisch Bouzar besuchte von 1987 bis 1992 die Kantonsschule Typus E (Wirtschaftsgymnasium) in Heerbrugg. Ihre Maturaarbeit im Fach Englisch schrieb sie über John Lennon. Danach erfolgte die Ausbildung zur Primarlehrerin am Lehrerseminar in Rorschach. Ihre Diplomarbeit im Fach "Fachdidaktik Religion" trug den Titel: Was kann das Philosophieren mit Kindern zu einer interkulturellen Pädagogik beitragen?
Bleisch Bouzar studierte zudem vergleichende Religionswissenschaft, Islamwissenschaft und Zeitgeschichte an den Universitäten Freiburg und Bern. Der Titel ihrer Lizentiatsarbeit von 2005 lautete: „Im Islam muss man auch ein bisschen selber forschen.“ Qualitative Untersuchung über die Zuweisung von Autorität bei Schweizer Musliminnen. Nach dem Zertifikatslehrgang Hochschuldidaktik an der Universität Bern von 2007 bis 2008 (Modularbeit: Interessengeleitetes Studium. Eine deskriptorenbasierte Neugestaltung religionswissenschaftlicher Einführungsseminare) begann Bleisch Bouzar das Doktoratsstudium in Religionswissenschaft am Departement für Sozialwissenschaften der Philosophischen Fakultät der Universität Freiburg. Die Doktorarbeit Islamische normative Ordnungen. Historisch-systematische und empirische Studien zur Repräsentation, Aneignung und Produktion islamischer Normativitäten wurde am 7. Oktober 2014 unter der Leitung von Oliver Krüger und Reinhard Schulze verteidigt.
Von 2015 bis 2016 erfolgte ein CAS Praktikum begleiten – Team führen – Unterricht entwickeln an der Weiterbildungsstelle der Universität Freiburg; abgeschlossen mit der Zertifikatsarbeit Laterale Führung in einem Unterrichtsentwicklungsprojekt zur Einführung des Lehrplans 21 im Kanton Freiburg.

## Schriften (Auswahl)

### Monografien
- R. Pahud de Mortanges, P. Bleisch Bouzar, D. Bollag, C. R. Tappenbeck (Hrsg.): Religionsrecht: Eine Einführung in das jüdische, christliche und islamische Recht. Schulthess, Zürich 2018, ISBN 978-3-7255-7849-8.
- P. Bleisch: Gelebte und erzählte Scharia in der Schweiz: Empirische Studien zur Aneignung religiöser Normen durch zum Islam konvertierte Frauen. Schulthess, Zürich 2016, ISBN 978-3-7255-7501-5.